# Coton Jumel
Pour les articles homonymes, voir Coton, Coton (homonymie) et Jumel (homonymie).
Le coton Jumel est un coton à longue soie, fin et nerveux, connu dans le commerce pour les mouchoirs en coton. Apparu sur le marché mondial en 1821, il fait partie alors des meilleures qualités disponibles et son succès amène une croissance très forte et très rapide de la production sur les bords du Nil.
L’Égypte a d'abord connu trois variétés : le coton indigène, le coton des Indes et le coton de Ceylan. Les deux premiers ont eu tendance à disparaître et à s'effacer devant le coton Jumel, après que les expériences tentées pour naturaliser en Égypte le coton de Géorgie ont échoué. 

## La France privée de coton brésilien lorsque Napoléon envahit le Portugal
L'invasion du Portugal par Napoléon en 1807 provoque l'émigration au Brésil de la famille royale portugaise, qui se place sous protection anglaise. Cet épisode prive le coton du Brésil de ses débouchés français, comme le montrent les difficultés de la Manufacture de coton d'Annecy, qui doit se tourner vers le coton égyptien. Les cours du coton flambèrent en 1807 et 1808, alors que les importations françaises passaient de 12 à 4 millions de kilogrammes, obligeant à se tourner vers le coton venu du Levant, jugé de mauvaise qualité, car aux fibres trop courtes. Le Brésil représentait encore en 1807 un tiers des 126 000 balles de coton importées en France, à égalité avec les États-Unis.

## Les Français multiplient les voyages en Égypte, croisent avec le coton américain
Les industriels français multiplient les voyages en Égypte. Un industriel savoyard, Louis Alexis Jumel, implante en 1817 en Égypte un coton à fibres longues, le coton Jumel, après avoir fondé en 1804 la Manufacture de coton d'Annecy et en 1816 la Manufacture de coton de Cluses. En 1825, cette variété est croisée avec le Sea Island cotton. Mehemet Ali, le vice-roi d'Égypte, décide de placer Louis Alexis Jumel à la tête de ses propres plantations.
Ensuite, dans les années 1830 et 1840, les Alsaciens vont en planter en Algérie et dans le Texas. En 1861, une crue du Nil détruit un quart de la récolte, mais les fellahs augmentent l’étendue de leurs plantations et construisent dans le delta du Nil plus de 40 000 noria pour l’irrigation.
Originaire de l'Oise, Louis Alexis Jumel habite à côté de l'usine, en compagnie d'une esclave d'Abyssinie qui lui a donné un fils.

## Une croissance très rapide dans les années 1820
Au cours de l'année 1820, Louis Alexis Jumel récolte 300 kg. En 1821, la production atteint déjà 200 tonnes. Dès 1827, il est vendu à Marseille quatre fois plus cher que les autres cotons. En 1835, la production est déjà de 21 300 tonnes. Dans les années 1850, la production annuelle de coton Jumel atteint quelque 25 000 tonnes, dont 15 000 achetées par l'Angleterre, 4 000 par la France, et le surplus par la Suisse et l'Allemagne. 
Grâce au coton Jumel, l’Égypte a fourni à la France en 1860 un total de 7830 tonnes de coton représentant une valeur de 4,4 millions de francs. En 1861, alors que commence la Guerre de Sécession américaine, l'exportation vers la France a doublé, pour atteindre 1491 tonnes valant 8,9 millions de francs. L'Égypte a produit en 1862 le chiffre de 70 000 tonnes de cotons.
Le coton Jumel est aussi appelé « coton d'Égypte à longue soie » ou « coton Mako ». L'origine de ce coton est inconnue. Selon certaines sources, Jumel aurait découvert des plants de coton à longue soie dans un jardin du Caire appartenant à Mako Bey el Orfali, qui les aurait lui-même rapportés d'Abyssinie, ou importés du Soudan, ou les aurait tenus de source indigène. Selon d'autres sources, un « derviche turc revenant des Indes » aurait remis des graines de coton indien à Mako Bey, qui les aurait lui-même remis à Méhemet Ali, le vice-roi d'Égypte, Jumel ayant encouragé ce dernier à les faire semer ou en ayant préconisé la culture à grande échelle.